# Jörg Jeschke
Hans Jörg Jeschke, född 16 oktober 1938 i Graz i Österrike, är en österrikisk-svensk skulptör. 
Jörg Jesckke utbildade sig i skulptur på Konsthögskolan i Wien 1960–1965. Han bor och arbetar sedan 1965 i Falun.

## Offentliga verk i urval
- Tuppen, corténstål och emalj, 2002, vid Lövlundaskolan i Kilafors
- Torgblomman, fontän, rostfritt stål och koppar, 1988, Sveatorget i Borlänge
- Mötet, trä, Stadshusets gård, Borlänge
- Ballongen, stål, Britsarvsgården, Falun
- Kasper, lekskulptur i glasfiberplast, Märsta
- Plymen, fontän i stål, 1990, Backarondellen i Borlänge
- Främmande fågel, stål, gården till Sankt Görans sjukhus, Stockholm
- Minneskälla, stål, sten och vatten, Skogskyrkogården, Falun
- Grodan, brunn i huggen granit, Borlänge centrum
- Skinnvärlden, corténstål, Grönlandsparken, Malung
- Bruten våg, Estoniamonument i huggen granit, 1995, Stora Tuna minneslund
- Fiskarna, fontän i brons, Åselby centrum, Borlänge
- Orsaspira, målat trä, rondell i Orsa centrum
- Fångat klot, huggen granit, stål och vatten, äldreboende i Grängesberg
- Gycklaren, fontän i brons och granit, Holmtorget, Falun
- Svisch, corténstål och emalj, Framtidsrondellen, vid Vägverket, Borlänge
- prisstatyett för Swedish Steel Prize, stål